# Роз'єм типу 2
Роз'єм IEC 62196 типу 2 (часто його називають Меннекес на честь компанії, яка його розробила) використовується для заряджання електромобілів, головним чином у Європі, оскільки він був прийнятий як стандарт у ЄС. Базується на основі розповсюджених червоних трифазних штекерах IEC 60309 із п'ятьма контактами. Оскільки базові роз'єми мали різні діаметри і максимально допустиме значення струму 16 А або 32 А., було обрано єдиний розмір, а максимальне значення потужності передається в автомобіль через два додаткові комунікаційні контаки та простим кодуванням резистором в кабелі. Бортовий зарядний пристрій усередині автомобіля має обмежувати струм відповідно до встановленого значення.
З'єднувач круглої форми, з приплющеним верхнім краєм; оригінальний дизайн був розрахований на електричну потужність 3–50 кВт для заряджання акумуляторних батарей електромобілів за допомогою однофазного (230 В) або трифазного (400 В) змінного струму (ЗС), зазвичай використовується максимальне значення струму 32 A що відповідає потужності 7.2 кВт для однієї фази та 22 кВт для трьох фаз. Розетки мають отвори з боків, які дозволяють автомобілю та зарядному пристрою автоматично блокувати розетку, щоб запобігти небажаному перериванню заряджання або крадіжці кабелю.
Після модифікації Tesla для своєї європейської мережі Supercharger (до версії 2), він здатний видавати 150 кВт за допомогою постійного струму (DC) через два контакти одночасно, для цього всередині автомобіля Tesla Model S або X є перемикач який вибирає необхідний режим. З 2019 року Tesla використовує роз'єм CCS2 на своїх Supercharged версії 3 (потужністю 250 кВт), включаючи другий кабель для підтримки CCS на Supercharger версії 2, для всіх європейських моделей Model 3 і Y, моделі S і X (до 2019 р. потребують адаптера і оновлення обладнання автомобіля, а з 2022 р. через новий роз'єм)

## Історія, огляд і схожі конектори
Система роз'ємів типу 2 була спочатку запропонована Меннекесом у 2009 році. Пізніше система була випробувана та стандартизована Німецькою асоціацією автомобільної промисловості (VDA) як VDE-AR-E 2623-2-2, а згодом рекомендована Європейською асоціацією виробників автомобілів (ACEA) у 2011 році. У січні 2013 року роз'єм IEC 62196 типу 2 було обрано Європейською комісією як офіційний роз'єм для зарядок змінного струму в Європейському Союзі. Відтоді він був прийнятий як рекомендований роз'єм у більшості країн світу, включаючи Нову Зеландію. При пропусканні змінного струму максимальна потужність роз'єму Меннекеса становить 43 кВт. Роз'єм IEC 62196 типу 1 (кодифікований як SAE J1772) є відповідним стандартом для однофазного заряджання змінним струмом у Сполучених Штатах, Канаді та Південній Кореї. J1772 має максимальну потужність 19,2 кВт.
У Північній Америці той самий фізичний роз'єм типу 2 використовується для трифазного заряджання змінним струмом за стандартом SAE J3068, який використовує Локальну мережу з'єднання (LIN) для сигналізації керування на основі IEC 61851-1 Видання 3 Додаток D. J3068 збільшує максимальну потужність до 166 кВт при використанні трифазного змінного струму.
Той самий фізичний роз'єм також використовується в Китаї відповідно до стандарту Guobiao GB/T 20234.2-2015 для заряджання змінним струмом, але з поміняними типами штекер-гніздо для транспортного засобу та обладнання електромобіля. GB/T 20234-2 встановлює штекерні роз'єми типу 2 на обох кінцях кабелю і гніздові входи на транспортних засобах — протилежні типи відносно решти світу та з іншою сигналізацією керування.
Роз'єм «швидкої зарядки» Combined Charging System Combo 2 використовує контакти сигналізації та захисного заземлення роз'єму типу 2 і додає два контакти для швидкого заряджання з живленням постійного струму з максимальною потужністю приблизно 350 кВт.

## Опис
| </img>               |                      |                      |                      |                 |                  |                |                |
| Регіон / Стандарт    | Розетка              | З'єднувальний кабель | З'єднувальний кабель | Вхід автомобіля | Електричний      | Електричний    | Електричний    |
| Регіон / Стандарт    | Розетка              | Вилка                | Роз'єм               | Вхід автомобіля | Фаза (φ)         | поточний       | Напруга        |
| ЄС / IEC 62196 Тип 2 | Гніздо               | Штекер               | Гніздо               | Штекер          | 1φ               | 70А            | 480В           |
| ЄС / IEC 62196 Тип 2 | Гніздо               | Штекер               | Гніздо               | Штекер          | 3φ               | 63A            | 480В           |
| США / SAE J3068 AC 6 | Постійно підключений | Постійно підключений | Гніздо               | Штекер          | 3φ               | 100, 120, 160А | 208, 480, 600В |
| Китай / GB/T 20234.2 | Гніздо               | Штекер               | Штекер               | Гніздо          | 1φ (3φ reserved) | 16, 32А        | 250/400В       |

Відповідно до стандарту IEC 62196, автомобілі оснащені вхідним штекерним роз'ємом, тоді як зарядні станції оснащені розеткою з гніздовим роз'ємом, або безпосередньо на зарядній станції, або через кабель з постійно прикріпленим роз'ємом на кінці. Якщо зарядна станція обладнана кабелем, роз'єм на кінці кабелю можна приєднати безпосередньо до вхідного роз'єму автомобілю (як на звичайній заправці), а якщо закріпленого кабелю немає, окремий кабель «штекер-гніздо» використовується для підключення до зарядної станції або до промислового роз'єму IEC 60309 -2.
Система роз'ємів типу 2 була спочатку запропонована Меннекесом у 2009 році, що призвело до розмовної назви Меннекес. Пізніше система була перевірена та стандартизована Німецькою асоціацією автомобільної промисловості (VDA) як VDE-AR-E 2623-2-2, а згодом рекомендована Європейською асоціацією виробників автомобілів (ACEA) у 2011 році. Станом на  2015 Тип 2 призначений замінити попередні типи роз'ємів для заряджання змінним струмом у європейській мережі електромобілів, витісняючи роз'єми типу 1 (SAE J1772) і типу 3 (EV Plug Alliance типів 3A та 3C; розмовно — Scame). Для заряджання постійним струмом розетка Combo 2 (тип 2, доповнена 2 контактами постійного струму) стане стандартною в автомобілях, замінивши тип 4 CHAdeMO. Планувалося, що перехідний період триватиме до 2020 року
Роз'єм IEC 62196 типу 2 використовується в дещо зміненій формі для всіх європейських автомобілів Tesla Model S і Model X, а також для європейської мережі Tesla Supercharger. Станом на 2017 рік Tesla є єдиним автовиробником, який пропонує зарядку за допомогою змінного та постійного струму на основі специфікації IEC 62196-2. Для заряджання постійним струмом в Європі надається перевага специфікації IEC 62196-3 Combined Charging System (CCS).

### Контакти

Режими роботи змінного та постійного струму вилки типу 2 у ЄС

Роз'єми містять сім контактних місць: два маленьких і п'ять великих. Верхній ряд складається з двох невеликих контактів для сигналізації, середній ряд містить три контакти, центральний контакт використовується для заземлення, тоді як два зовнішні контакти використовуються для джерела живлення, за бажанням у поєднанні з двома контактами в нижньому ряду, які є також для живлення. Три контакти завжди використовуються для однакових цілей:
- Пілот близькості (PP): сигналізація перед підключенням
- Контрольний пілот (CP): сигналізація після підключення
- Захисне заземлення (PE): повнострумова система захисного заземлення — 6-міліметрів (0,24 дюйм) діаметр[13]

Призначення чотирьох звичайних контактів залежить від режиму роботи. Вони виділяються як:
| Режим                                                             | Максимум                         | Максимум                                 | (A1)            | (C1)       | (C1)       | (E1)    |
| Режим                                                             | Вольт                            | ампер                                    | (B2)            | (B2)       | (D2)       | (D2)    |
| ----------------------------------------------------------------- | -------------------------------- | ---------------------------------------- | --------------- | ---------- | ---------- | ------- |
| Однофазний змінний струм                                          | 500 В змінного струму            | 1×80А                                    | Нейтральний (N) | Земля (PE) | Земля (PE) | AC (L1) |
| Однофазний змінний струм                                          | 500 В змінного струму            | 1×80А                                    | Н/З             | Н/З        | Н/З        | Н/З     |
| Трифазний змінний струм                                           | 500 В змінного струму            | 3×63А                                    | Нейтральний (N) | Земля (PE) | Земля (PE) | AC (L1) |
| Трифазний змінний струм                                           | 500 В змінного струму            | 3×63А                                    | AC (L3)         | AC (L3)    | AC (L2)    | AC (L2) |
| Комбінований однофазний змінний і слабкострумовий постійний струм | 500 В змінного/постійного струму | 1×80A (змінний струм) & </br> 1×70A (DC) | Нейтральний (N) | Земля (PE) | Земля (PE) | AC (L1) |
| Комбінований однофазний змінний і слабкострумовий постійний струм | 500 В змінного/постійного струму | 1×80A (змінний струм) & </br> 1×70A (DC) | DC (+)          | DC (+)     | DC (-)     | DC (-)  |
| Слабкострумовий DC                                                | 500 В постійного струму          | 1×80A (DC)                               | Н/З             | Земля (PE) | Земля (PE) | Н/З     |
| Слабкострумовий DC                                                | 500 В постійного струму          | 1×80A (DC)                               | DC (+)          | DC (+)     | DC (-)     | DC (-)  |
| Середній струм постійного струму                                  | 500 В постійного струму          | 1×140A (DC)                              | DC (+)          | Земля (PE) | Земля (PE) | DC (-)  |
| Середній струм постійного струму                                  | 500 В постійного струму          | 1×140A (DC)                              | DC (+)          | DC (+)     | DC (-)     | DC (-)  |

Деякі вхідні роз'єми автомобіля можуть містити додаткові з'єднання, щоб можна було під'єднати зарядний пристрій CCS лише для постійного струму (з високим струмом).
Зв'язок між зарядним пристроєм, кабелем і транспортним засобом здійснюється через сигнальні контакти CP/PP, щоб забезпечити вибір найбільших спільних значень напруги та струму.

Протокол сигналізації ідентичний протоколу роз'ємів типу 1, як описано в стандарті SAE J1772 .

## Галерея

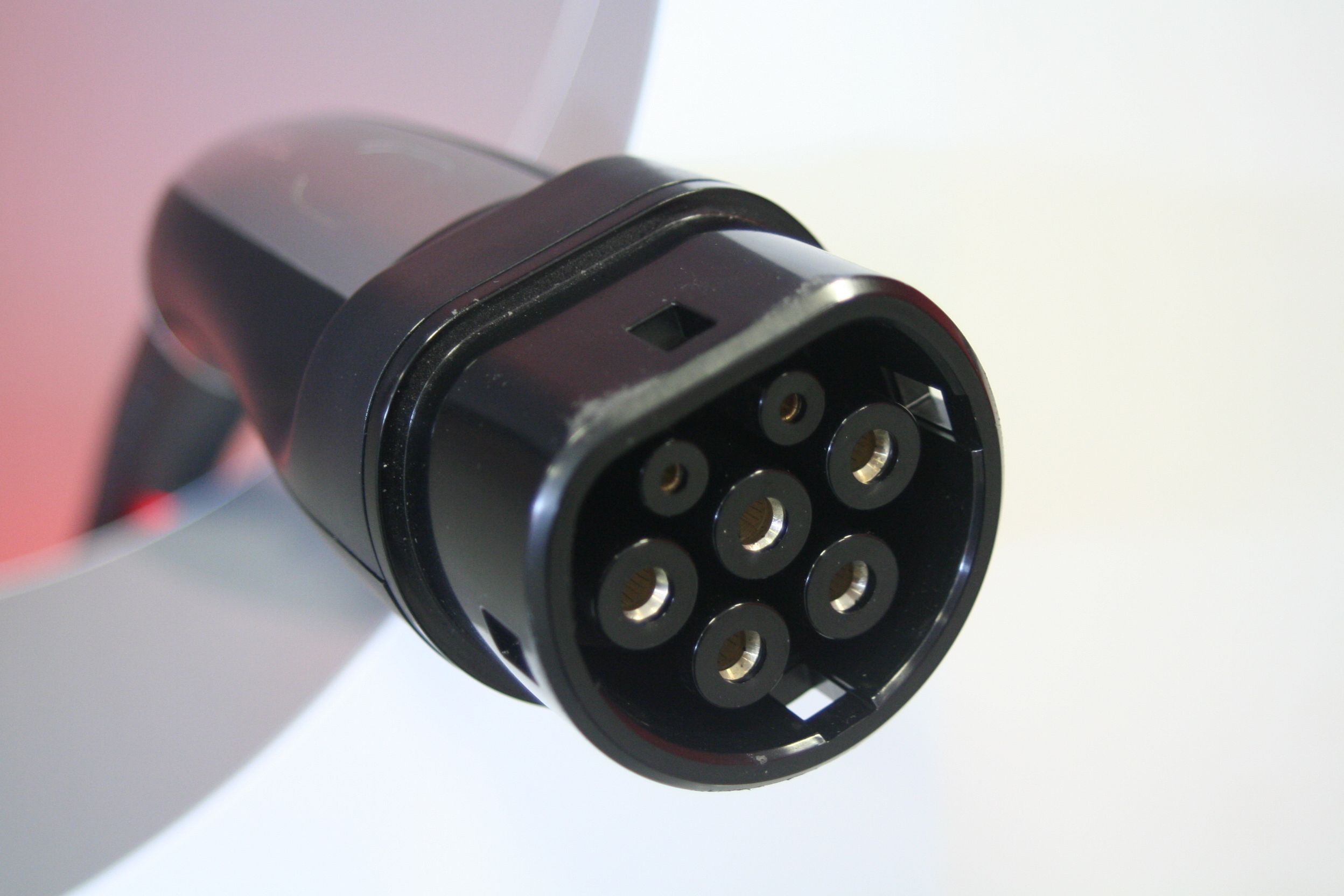
Гніздовий розʼєм сумісний з типом 2 на кінці постійно підключеного з'єднувального кабелю зарядних пристроївTesla Supercharger в Європі
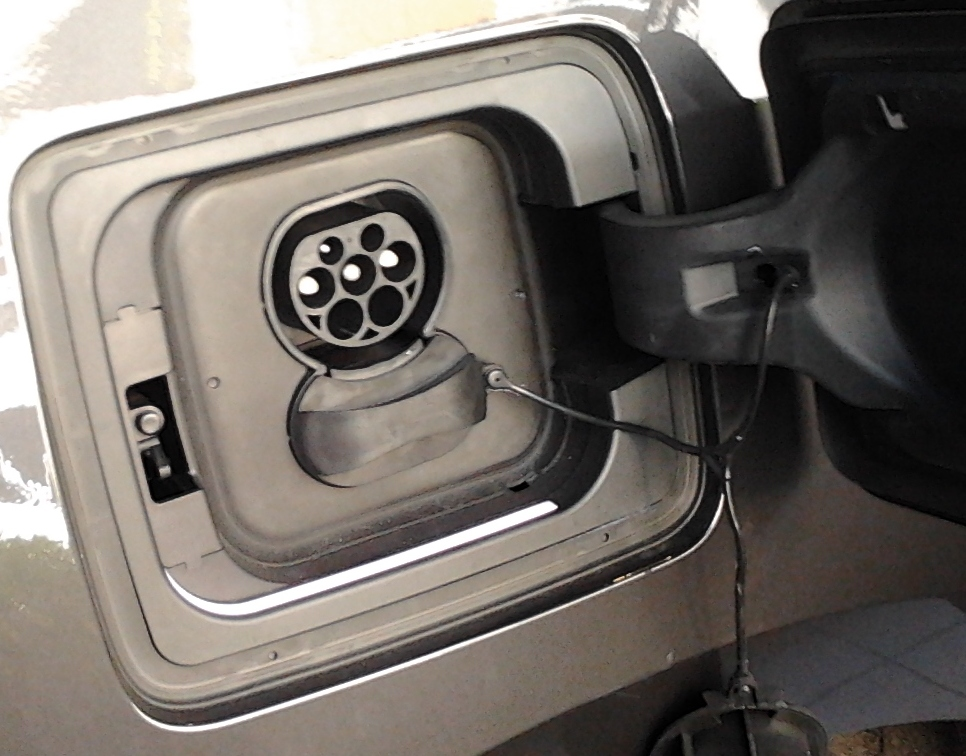
Штекерний розʼєм Тип 2 для зарядки; закрита нижня частина розʼєму закриває контакти для постійного струму, які використовують для CCS Combo 2
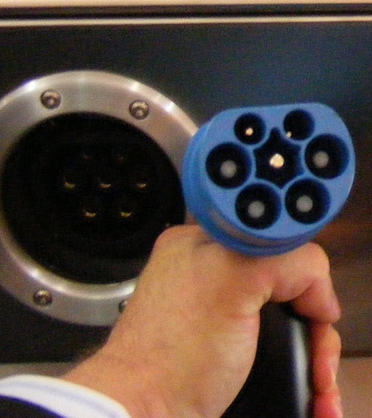
Розетка зарядної станції та відповідна вилка(синього кольору). Лише в Китаї штекерний роз'єм використовується для обох кінців з'єднувального кабелю.
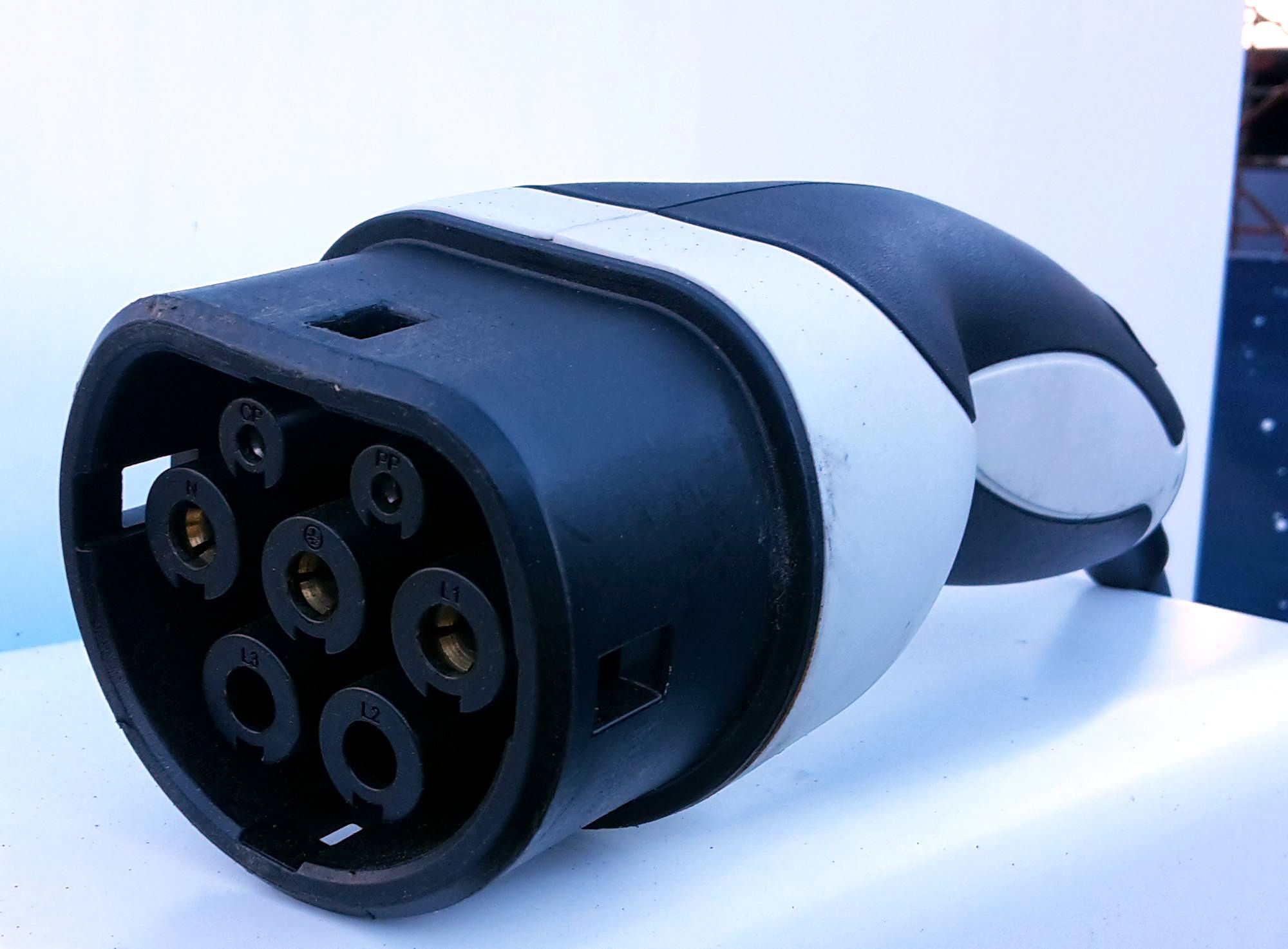
Гніздовий розʼєм тип 2 (Меннекес)
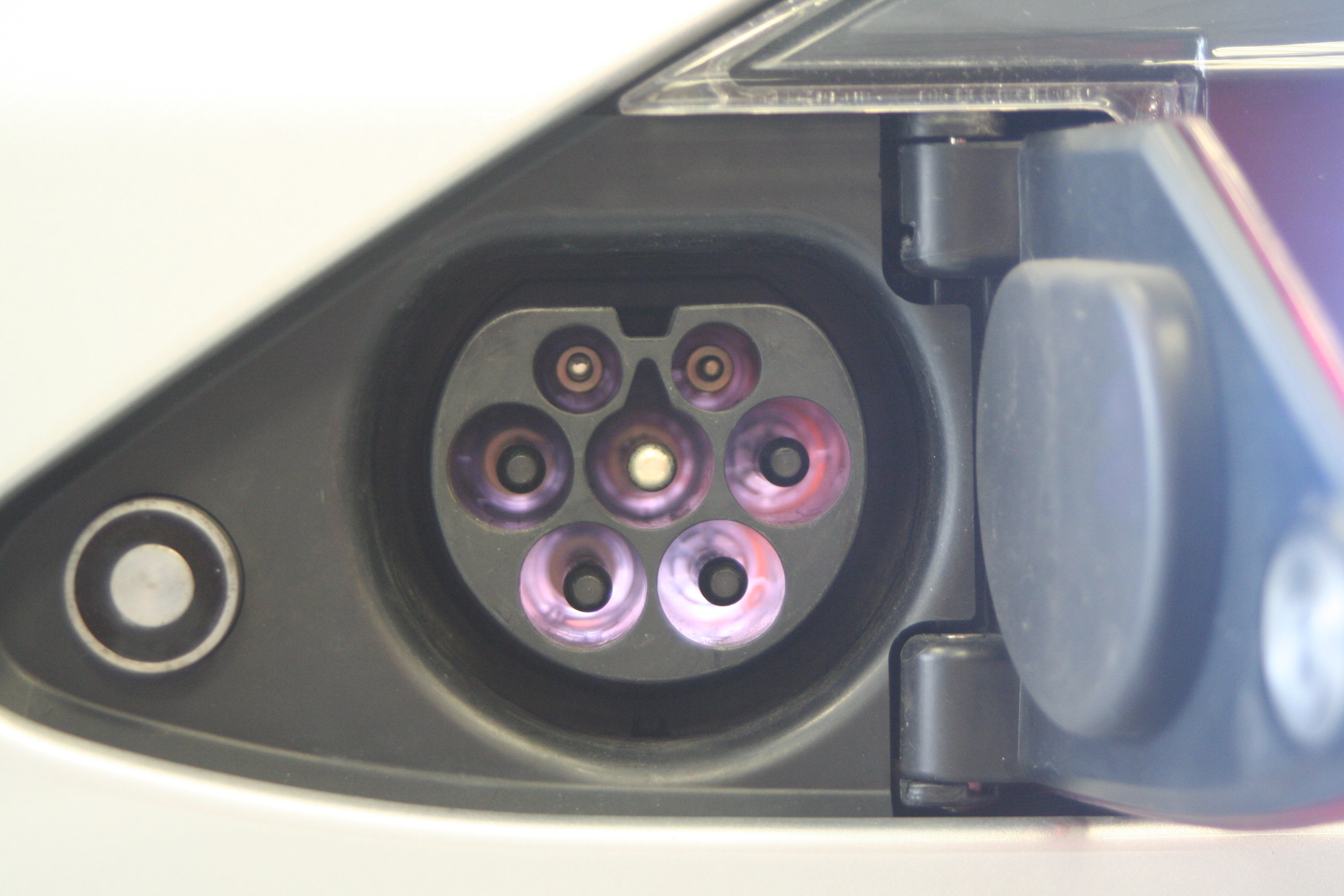
Тип 2-сумісний 120 кВт штекерний розʼєм на  європейськійTesla Model S
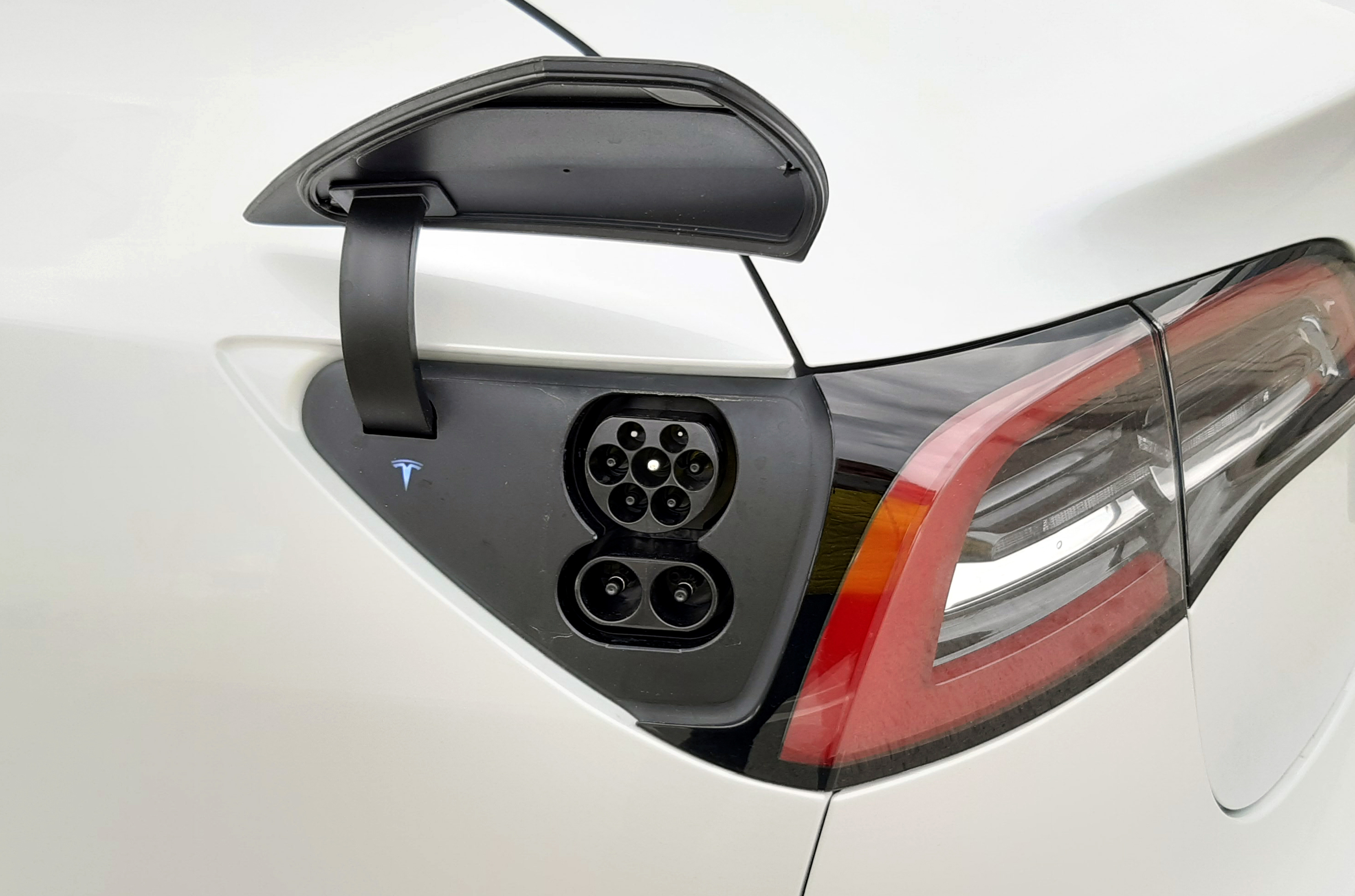
Штекерний вхідний розʼєм Тип 2 (CCS Combo 2) ЄвропейськаTesla Model 3